# Subprefeitura de M'Boi Mirim
A Subprefeitura de M'Boi Mirim é uma das 32 subprefeituras da cidade de São Paulo, sendo regida pela Lei nº 13.999 de 1º de agosto de 2002.
É composta por dois distritos: Jardim Ângela e Jardim São Luís, que, somados, abrangem uma área de 62 km², habitada por mais de 570 000 pessoas. Sedia o Centro Empresarial de São Paulo. É servida pela Linha 5-Lilás do Metrô de São Paulo.

## Origem do nome
O topônimo "M'Boi Mirim" é de origem tupi: significa "cobra pequena", através da junção de mboîa (cobra) e mirim (pequena). O nome se pronuncia "ême-boi mirim". Conforme o site tupiantigo.com, o nome é uma adequação única do som de "mb" do tupi, na passagem para o português brasileiro. Por não haver palavras começadas por "mb" em português, optou-se por pronunciar o nome da letra "M", sendo o caso de M'Boi Mirim o único em que isso aconteceu.

## História
O primeiro processo de ocupação do local ocorreu em 1607, sendo as primeiras instalações o Engenho de Nossa Senhora da Assunção de Ibirapuera e a primeira extração de minério de ferro da América do Sul, sendo a última finalizada 20 anos depois de sua construção.
Após isso, a região de M'Boi Mirim foi esquecida por quase 200 anos, tendo ocorrido o seu segundo processo de ocupação apenas em 1829, por conta da chegada de Pedro I do Brasil que trouxe consigo 129 imigrantes alemães para ocupar M'Boi Mirim durante o período de Colonização do Brasil.
O que impulsionou a atividade econômica da região foi o fato de Santo Amaro (antiga aldeia de M'Boi Mirim) ter sido elevada à município e a partir disso produzir produtos como batata, milho, carne e outros. Tal acontecimento permitiu, em 1886, a construção da primeira ligação de bondes movidos a vapor entre as duas cidades.
Em 1934, com a inauguração do aeroporto de Congonhas, o governo de Estado determinou a extinção de M'Boi Mirim. Entretanto, na década de 50, várias chácaras e sítios começaram a se desmembrar, na zona sul surgiram vilas, moradias e fábricas. Tudo isso ocorreu lentamente ate chegar na época de 60, que ocorreu o crescimento desordenado do local.